# Woolston (Southampton)
Woolston est une banlieue de Southampton dans le Hampshire, située sur la rive est de la rivière Itchen. Elle est délimitée par la rivière Itchen, Sholing, Peartree Green, Itchen et Weston.
La région a une forte histoire maritime et aéronautique. L'ancien hameau s'est développé avec l'arrivée de nouvelles industries, de routes et de chemins de fer dans la région à l'époque victorienne, Woolston ayant été formellement incorporé au borough de Southampton en 1920.

## Histoire

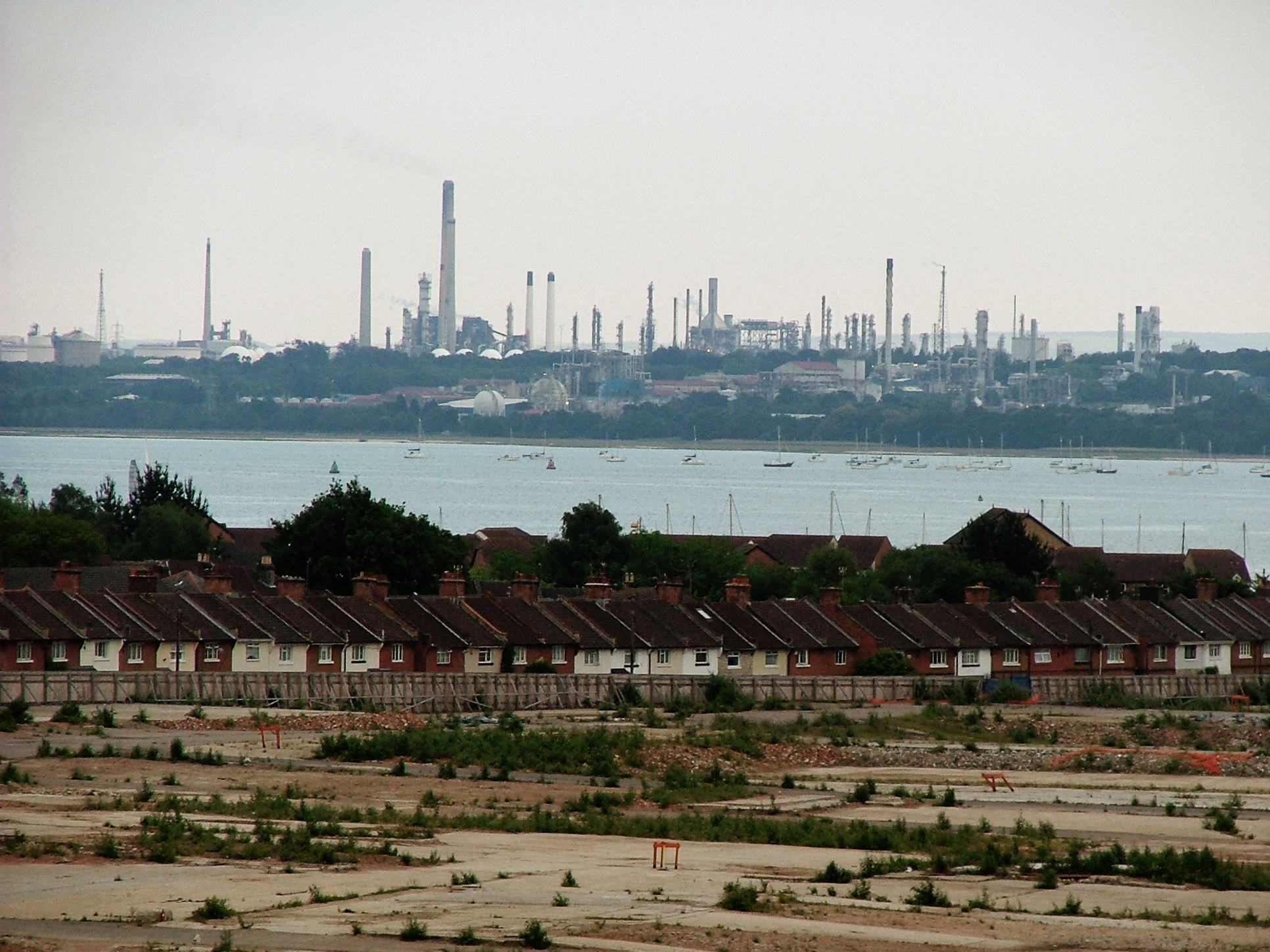
Vue sur le site du chantier naval et Southampton Water to Fawley

On pense que Woolston tire son origine d'Olafs tun, un tunnel fortifié sur la rive est de la rivière Itchen établi par le chef viking Olaf Ier de Norvège au Xe siècle.
Dans le Domesday Book de 1086, la région est enregistrée sous le nom d'Olvestune. La région connue aujourd'hui sous le nom de Woolston est certaine d'avoir reçu des cargaisons de laine à transporter sur la rivière Itchen, par les habitants du village d'Itchen Ferry. L'évolution d'Olvestune en "Woolston" est le résultat de ce commerce.
L'ancien hameau s'est développé avec l'arrivée de nouvelles industries, de routes et de chemins de fer dans la région à l'époque victorienne, Woolston étant officiellement incorporé au borough de Southampton en 1920.
Le développement du pont Itchen dans les années 1970, pour relier Woolston au centre ville de Southampton, a nécessité des changements importants. Les anciennes terrasses ont dû être démolies pour faire place à la nouvelle structure. Cependant, comme la gare routière qui desservait les passagers embarquant et débarquant du ferry de Woolston n'était plus nécessaire, elle a été démolie et a fait place à la construction de maisons.
Au XXIe siècle, le chantier naval Vosper Thornycroft de Woolston a fermé et un nouveau développement, Centenary Quay, a été construit sur le site.

## Gouvernance
Avant 1920, Woolston faisait partie du Itchen Urban District (district urbain d'Itchen), avant d'être intégrée à Southampton, qui a ensuite obtenu le statut de ville et est devenue une autorité unitaire, dirigée par le Southampton City Council (conseil municipal de Southampton).
Woolston fait partie de la circonscription de Woolston, qui comprend également le quartier voisin de Weston. Le quartier élit trois conseillers au conseil municipal, actuellement tous travaillistes. De nombreux lieux généralement considérés comme faisant partie de Woolston, notamment la gare et le Millennium Garden, se trouvent dans le quartier voisin de Peartree.
La circonscription de Woolston fait partie de la circonscription parlementaire de Southampton Itchen, représentée à la Chambre des communes par Royston Smith du Parti conservateur depuis 2015.
Avant le Brexit en 2020, la région était représentée au Parlement européen au sein de la circonscription du sud-est de l'Angleterre.

## Géographie
Woolston est délimité par Sholing, Peartree Green, Itchen et Weston, la limite ouest étant la rivière Itchen. Sa limite avec Weston est le cours d'eau qui traverse Mayfield Park.
L'autoroute la plus proche est la "M27" ; Woolston est la plus proche des jonctions 7 et 8.

## Économie
Woolston possède une zone commerciale centrée sur le carrefour Victoria Rd/Portsmouth Rd et par le pont flottant de Woolston.
Il y avait un site de construction navale sur Victoria Road depuis 1870 (à partir de 1900, la société de construction navale Vosper Thornycroft) qui était le principal employeur de Woolston jusqu'au 31 mars 2004, date à laquelle Vosper Thorneycroft a délocalisé ses activités à Portsmouth.
Une grande Coop  de type " supermarché " a été ouvert sur Victoria Road en avril 2004, pour remplacer un magasin plus petit et vieillissant sur la même route. Le samedi 23 mai 2015, la grande Coop a été fermée et le bâtiment vendu à Lidl, qui a ouvert en février 2017.

## Régénération de Woolston Riverside

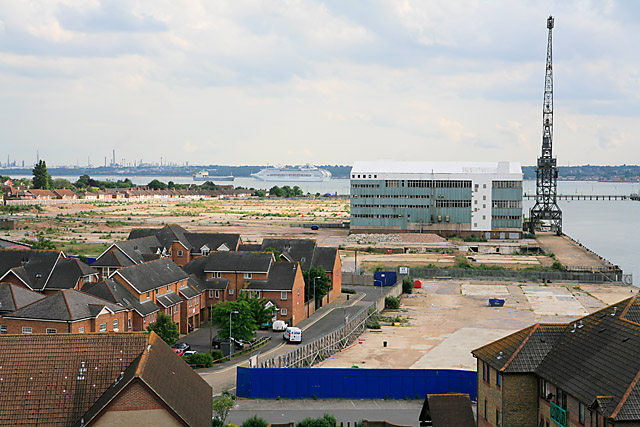
Le site, mai 2007

Le site du chantier naval de Victoria Road a été acquis par l'Agence de développement du sud-est de l'Angleterre (South East England Development Agency - SEEDA) en mars 2003 et finalement libéré par Vosper Thorneycroft en mars 2004.
L'Agence de développement du sud-est de l'Angleterre a ensuite annoncé des plans pour le site, qui sera divisé en deux sections :
- Une zone résidentielle et commerciale, qui sera développée et livrée par Crest Nicholson sous le nom de Centenary Quay.
- 8,2 hectares[8] pour un quartier d'emploi maritime au nord du site, qui emploiera 820 personnes - les plans ont été développés par Dean and Dyball, mais la SEEDA est désormais responsable de la livraison du site[8]. Ce secteur comprendra également un " hôtel économique de niveau supérieur "[8].

La section marine et commerciale comprendra plusieurs quais pour les navires :
| Fonctionnalité | Description |
| -------------- | --- |
| North Quay     | quai de travail spécialisé pour la réparation et le carénage de navires jusqu'à 75 m                               |
| Centenary Quay | principal quai commercial accueillant des navires jusqu'à 76 m.                                                    |
| Central Basin  | zone de travail concentrée autour d'un grand quai de levage ou d'un ascenseur avec un accostage de ponton associé. |
| South Quay     | nouvelle jetée pour accueillir les navires vedettes jusqu'à 65 m.                                                  |

Le réaménagement du site au bord de l'eau pourrait rajeunir la zone commerciale, mais on a également prédit qu'il ferait peser une charge supplémentaire sur le pont Itchen et provoquerait des embouteillages supplémentaires à Woolston. Les promoteurs du site résidentiel envisageraient la possibilité de réintroduire un service de ferry vers Southampton.
Les travaux de la phase un du développement de Centenary Quay ont commencé en juillet 2010. La phase un consiste à créer des logements familiaux à l'est du site, ainsi qu'à établir une façade sur Victoria Road.
Des maisons ont déjà été construites sur le terrain où se trouvaient les magasins de la Royal Navy. Le nettoyage de cette site de friche industrielle a été un exercice majeur, compliqué par les anciennes munitions, y compris les obus de gaz moutarde qui avaient été enterrés dans le sol et l'amiante. La zone réaménagée se trouve maintenant dans le district de Woolston
Woolston devient donc davantage un quartier résidentiel, même s'il conservera une certaine industrie maritime avec des installations permettant d'amarrer des navires d'une longueur maximale de 76 m.

## Points de repère

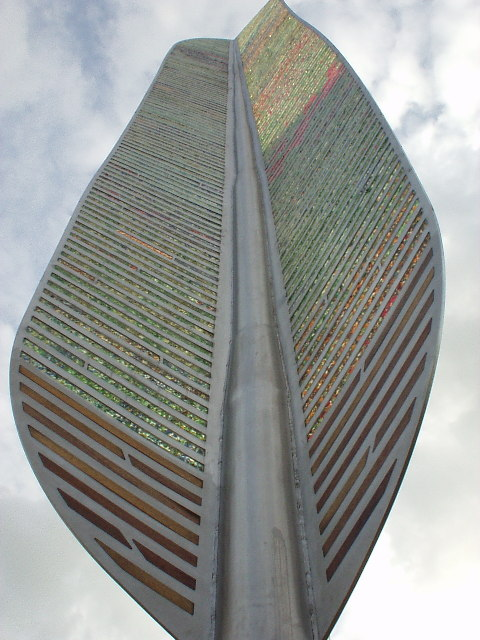
Plume du millénaire

Le jardin du millénaire de Woolston a été créé pour les résidents par un groupe local. Il a été achevé en 2002. Son point central est une plume de 10 mètres de haut, en métal et en verre recyclé, qui symbolise l'histoire du vol et de la voile à Woolston. Le jardin est divisé en trois zones, représentant la terre, le ciel et la mer. De nombreux membres de l'équipage du Titanic étaient originaires de Woolston et des briques portant leurs noms sont placées sur le chemin qui traverse le jardin.

## Éducation

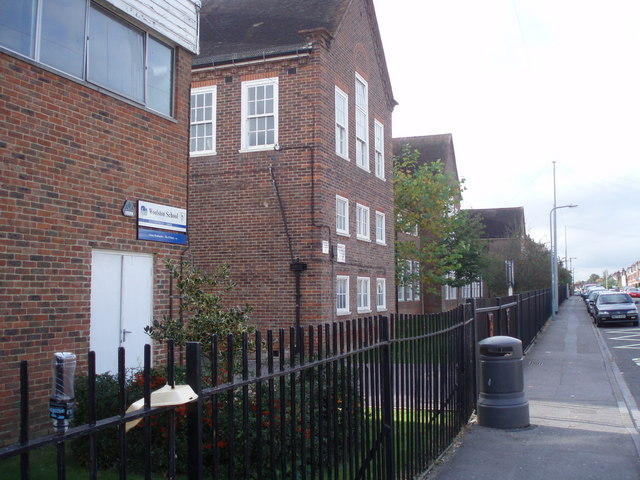
École de Woolston, octobre 2007

L'école maternelle St. Mark's située dans Church Road a déménagé dans de nouveaux locaux dans Florence Road en 1974, devenant ainsi la Woolston First School et est maintenant connue sous le nom de Woolston Infant School. La Ludlow Infant School est située sur le même site que la Ludlow Junior School, la plus grande école primaire de Southampton avec 600 élèves [citation nécessaire].
Woolston ne dispense plus d'enseignement aux élèves de plus de onze ans, puisque l'école de Woolston a été fermée de manière controversée en juillet 2008 pour faire place à l'Oasis Academy Mayfield. Le site de woolston school porchester road est actuellement en cours de démolition pour faire place à de nouveaux bâtiments (à confirmer par le conseil). L'ancien bloc de Key Stage 4 a maintenant été relocalisé sur le site de Sholing Grove, le nouveau site étant terminé depuis juillet 2011. En février 2012, tous les élèves espèrent commencer à étudier sur le nouveau site Oasis Academy Mayfield- à Sholing.
Le Southampton City College gère un centre de compétences maritimes sur Hazel Road qui propose des cours professionnels (généralement pour les élèves de plus de 16 ans).

## Sites religieux

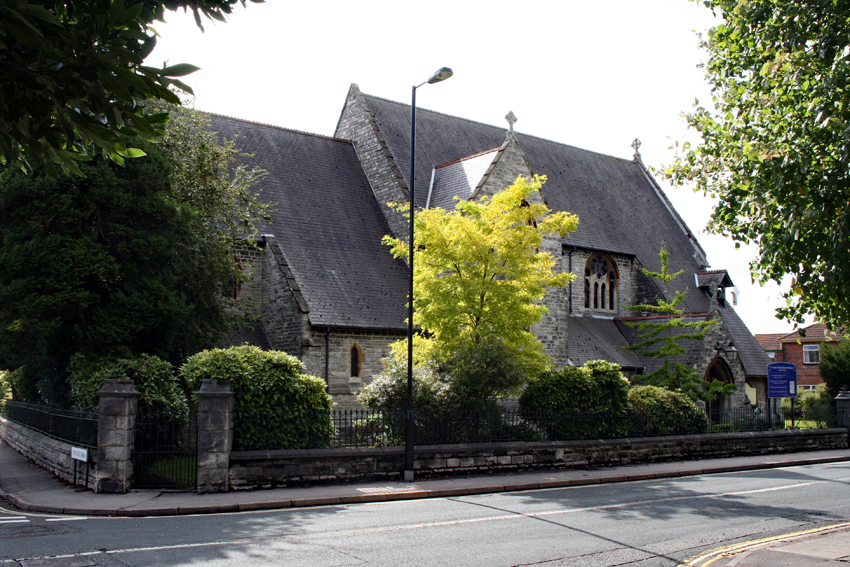
Église St Mark, Woolston

Woolston compte trois lieux de culte chrétiens. L'église St Mark, construite en 1863 et classée monument classé Grade II, sert la communauté de l'Église d'Angleterre ; l'église St Patrick, construite en 1884[3], sert la communauté catholique romaine (le site abrite également une école primaire catholique). Il y a également un Kingdom Hall géré par les Témoins de Jéhovah.
L'église presbytérienne St. Mary's, construite en 1876, a été démolie en 1972,.

## Loisirs et communauté
Le Archery Grounds, délimité par Swift Road et Archery Road, consiste en un grand espace gazonné, avec une aire de jeux pour enfants. Un chemin mène à Mayfield Park, une zone de loisirs partiellement boisée et partiellement ouverte, située à la limite de Woolston et de Weston, la ville voisine.
Le bâtiment qui était auparavant l'école maternelle St. Mark's dans Church Road est maintenant le centre communautaire de Woolston.

## Services publics
La caserne de pompiers de Portsmouth Road n'était plus nécessaire depuis que le pont Itchen permettait un accès facile aux équipes de pompiers de St Mary's, du côté de Southampton. Cet ancien bâtiment est maintenant un cabinet médical.
De l'autre côté de la route se trouvent deux autres cabinets médicaux - Woolston Lodge Surgery et Canute Surgery - et une pharmacie Lloyds.

## Transport
La gare ferroviaire de Woolston se trouve sur la West Coastway Line, située à l'extrémité du pont Itchen et exploitée par la South Western Railway. La ligne de Southampton à Woolston a été ouverte le 5 mars 1866 ,  accessible depuis Bridge Road, avec une extension ouverte en novembre 1867 pour desservir l'hôpital militaire Royal Victoria à Netley, où elle se terminait à l'origine. La ligne a été prolongée jusqu'à Fareham le 2 septembre 1889, après quoi il est devenu possible de faire circuler des trains directs vers Portsmouth via une ligne séparée qui avait été construite pour relier Eastleigh et Gosport en 1841.

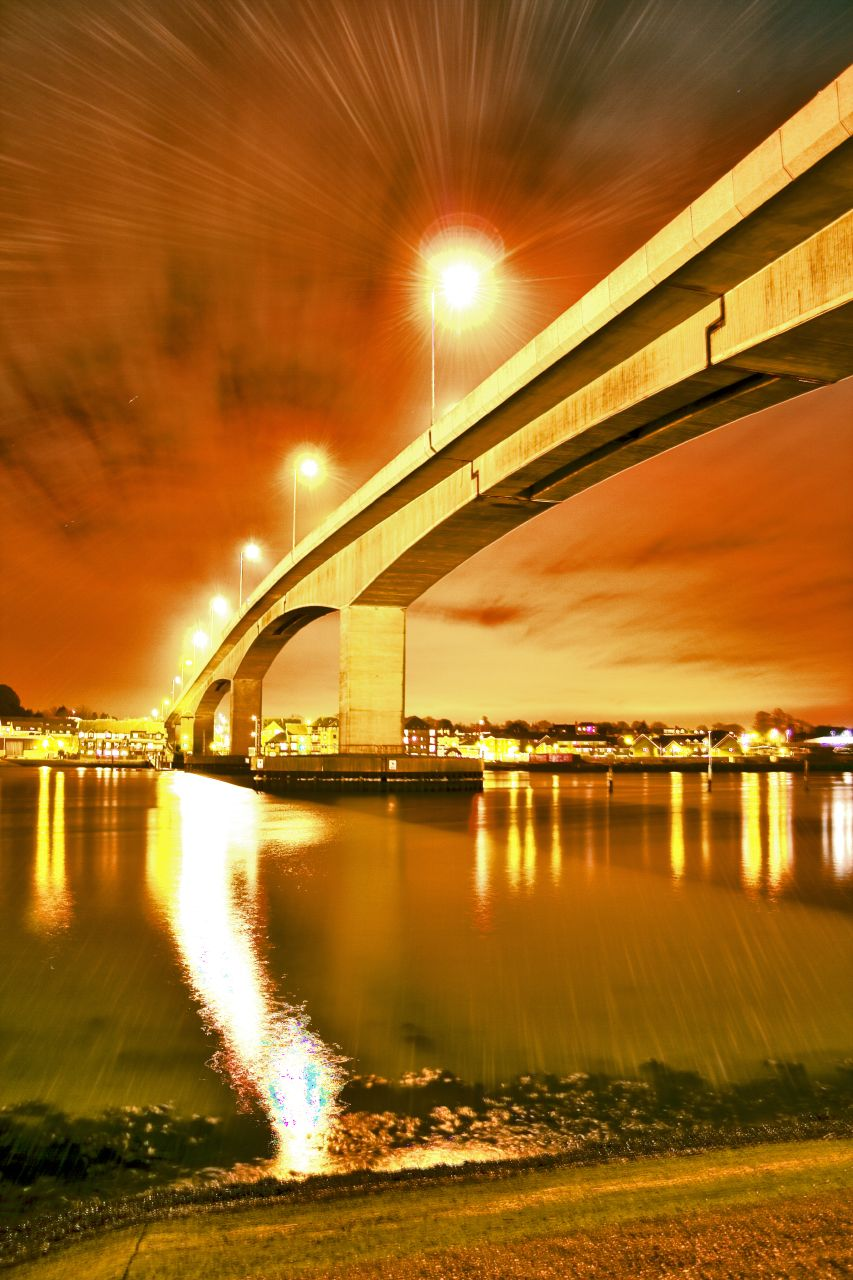
Le Itchen Bridge (pont d'Itchen)

Le pont Itchen est un pont à péage qui traverse la rivière Itchen, de Woolston au quartier de Chapel à Southampton, près d'Ocean Village et du stade St Mary. Le pont a été ouvert à la circulation le 1er juin 1977 et baptisé officiellement le 13 juin 1977 par la princesse Alexandra. D'un coût de 5,7 millions de livres sterling, le pont en béton surélevé s'étend sur 107 m entre ses piliers centraux et porte deux voies de circulation à 24 m au-dessus de la rivière, ce qui permet aux gros navires de remonter plus loin vers les quais de Northam. Des péages sont perçus pour les véhicules traversant le pont, des postes de péage et une salle de contrôle sont situés à l'extrémité de Woolston, mais les piétons, les cyclistes et les motocyclistes traversent librement. Un bac à câble a desservi Woolston de 1938 jusqu'à l'ouverture du pont. Avant le pont flottant de Woolston, les bacs d'Itchen assuraient le transport sur la rivière Itchen.
Il y a un arrêt de bus important sur la route de liaison de Woolston, un accès séparé réservé aux bus pour le pont d'Itchen qui contourne les postes de péage, desservi par un certain nombre de lignes de bus traversant la banlieue.

## Source
- (en) Cet article est partiellement ou en totalité issu de l’article de Wikipédia en anglais intitulé « Woolston, Southampton » (voir la liste des auteurs).